# Schema (algebraische Geometrie)
Die klassische algebraische Geometrie beschäftigt sich mit Teilmengen des affinen oder projektiven Raumes, die als Nullstellenmengen von endlich vielen Polynomen entstehen (algebraische Varietäten). Die geometrischen Objekte sind also Lösungsmengen von algebraischen Gleichungssystemen. Der Begriff Schema motiviert sich daraus, nicht nur Lösungen in einem festen algebraisch abgeschlossenen Körper zu betrachten, sondern Lösungen in beliebigen Ringen, und zwar gleichzeitig. Als Beispiel betrachten wir die Gleichung {\displaystyle x^{2}-2=0}. Sie hat über {\displaystyle \mathbb {Q} } oder {\displaystyle \mathbb {Z} } keine Lösungen, in {\displaystyle \mathbb {R} } oder {\displaystyle \mathbb {C} } dagegen jeweils zwei; dabei sind die Lösungen in {\displaystyle \mathbb {C} } natürlich die Bilder der Lösungen in {\displaystyle \mathbb {R} }. Diese Daten ergeben zusammen einen Funktor (Ringe) → (Mengen), der einem Ring {\displaystyle R} die Menge
{\displaystyle F(R)=\{r\in R\mid r^{2}=2\}}
der Lösungen oder Punkte zuordnet. Dieser Funktor ist darstellbar, d. h., es gibt einen Ring {\displaystyle S}, so dass
{\displaystyle F(R)=\operatorname {Hom} (S,R)}
gilt. {\displaystyle \operatorname {Hom} (S,R)} bezeichnet dabei die Menge der Ringhomomorphismen {\displaystyle S\to R}; in unserem Beispiel ist {\displaystyle S=\mathbb {Z} [T]/(T^{2}-2).} Es stellt sich heraus, dass die Punktfunktoren zu klassischen algebraischen Varietäten genau dann darstellbar (über der Kategorie der Ringe bzw. k-Algebren) sind, wenn die Varietäten affin sind. Wenn nun der Begriff Schema eine möglichst weitreichende Verallgemeinerung des Begriffs Varietät sein soll, so ist ein affines Schema nichts anderes als ein Ring (zumindest aus kategorieller Sicht), und der allgemeine Begriff „Schema“ sollte so gefasst sein, dass alle Varietäten darstellbar in der Kategorie der Schemata sind.
Da es nicht ohne weiteres möglich ist, den Begriff des Ringes geeignet zu verallgemeinern, basiert der Begriff Schema stattdessen auf dem Spektrum eines Ringes. Die Konstruktion des Spektrums ist eine (kontravariante) treue Einbettung der Kategorie der Ringe in die Kategorie der geringten Räume, also der topologischen Räume zusammen mit einer Garbe von Ringen, und der wesentliche Teil der Definition eines Schemas besteht nur noch darin, die „richtige“ Unterkategorie zu wählen.

## Definition
Ein Schema ist ein lokal geringter Raum, der lokal isomorph zum Spektrum eines Ringes ist.
Ist ein Schema global isomorph zum Spektrum eines Ringes, so heißt es affin.
Ausführlicher:

Das Spektrum eines Ringes {\displaystyle R} ist die Menge {\displaystyle X:=\operatorname {Spec} (R)} aller Primideale in {\displaystyle R}, in Zeichen
{\displaystyle \mathrm {Spec} (R)=\{{\mathfrak {p}}\mid {\mathfrak {p}}\subseteq R{\text{ mit }}{\mathfrak {p}}{\text{ Primideal}}\}}.
Auf {\displaystyle X} wird eine Topologie definiert, deren abgeschlossene Mengen von der Form
{\displaystyle V(I)=\{{\mathfrak {p}}\mid I\subseteq {\mathfrak {p}}\subseteq R{\text{ mit }}{\mathfrak {p}}{\text{ Primideal}}\}}
sind, wobei {\displaystyle I\subseteq R} ein beliebiges Ideal in {\displaystyle R} ist. Die so definierte Topologie des Raumes {\displaystyle X} wird aus historischen Gründen auch Zariski-Topologie genannt.

Die Garbe {\displaystyle O_{X}} von {\displaystyle \mathrm {Spec} (R)}, die jeder Zariski-offenen Menge {\displaystyle U\subset X} den Ring {\displaystyle O_{X}(U)} der rationalen Funktionen auf {\displaystyle U} zuordnet, heißt Strukturgarbe von {\displaystyle X}.

Ein geringter Raum ist per Definition ein Paar {\displaystyle (X,O_{X})} aus einem topologischen Raum {\displaystyle X} und einer Garbe von Ringen auf {\displaystyle X}. Sind alle Halme von {\displaystyle O_{X}} lokale Ringe, haben also ein eindeutiges Maximalideal, so heißt {\displaystyle (X,O_{X})} lokal geringt. Insbesondere ist das Spektrum eines Ringes mit seiner Strukturgarbe ein lokal geringter Raum.

Ein Schema ist ein lokal geringter Raum {\displaystyle (X,O_{X})}, der sich durch offene Mengen {\displaystyle U_{i}\subseteq X} überdecken lässt, sodass für alle {\displaystyle i} die Einschränkung {\displaystyle (U_{i},O_{X}|_{U_{i}})} isomorph zum Spektrum eines Ringes ist. Existiert solch ein Isomorphismus global, so heißt das Schema affin.

## Eigenschaften von Schemata
Schemata können zahlreiche spezielle Eigenschaften besitzen, auf einige wird im Folgenden eingegangen.
Zusammenhängende Schemata. Ein Schema heißt zusammenhängend, falls der zugrunde liegende topologische Raum zusammenhängend ist.
Quasi-kompakte Schemata. Ein Schema heißt quasi-kompakt, falls der zugrunde liegende topologische Raum quasi-kompakt ist.
Irreduzible Schemata. Ein Schema heißt irreduzibel, falls der zugrunde liegende topologische Raum irreduzibel ist, das heißt, er ist nichtleer und nicht die Vereinigung zweier abgeschlossenen echten Teilmengen.
Noethersche Schemata. Ein Schema {\displaystyle X} heißt lokal noethersch, falls es eine offene affine Überdeckung {\displaystyle \textstyle \bigcup _{i}U_{i}} besitzt, so dass die (affinen) Ringe {\displaystyle \Gamma (U_{i},{\mathcal {O}}_{X})} sämtlich noethersch sind. Falls {\displaystyle X} zusätzlich quasi-kompakt ist, heißt es noethersch.
Reduzierte Schemata. Ein Schema {\displaystyle X} heißt reduziert, falls für alle {\displaystyle x\in X} die lokalen Ringe {\displaystyle {\mathcal {O}}_{X,x}} reduziert sind.
Ganze Schemata. Ein Schema heißt ganz, falls es reduziert und irreduzibel ist. Man kann zeigen, dass dies äquivalent dazu ist, dass für jede offene Teilmenge {\displaystyle \emptyset \not =U\subset X} der Ring {\displaystyle \Gamma (U,{\mathcal {O}}_{X})} nullteilerfrei ist.
Ferner sind in einem ganzen Schema alle Halme nullteilerfrei, die Umkehrung muss im Allgemeinen jedoch nicht zutreffen.
Normale Schemata. Sei {\displaystyle X} ein Schema. Dann ist {\displaystyle X} normal in einem Punkt {\displaystyle x\in X}, falls der Halm {\displaystyle {\mathcal {O}}_{X,x}} ganzabgeschlossen über seinem Quotientenkörper ist. Ein Schema heißt normal, falls es normal in jedem Punkt ist, vergleiche auch normale Varietät.
Reguläre Schemata. Sei {\displaystyle X} ein noethersches Schema. Ein Punkt {\displaystyle x\in X} heißt dann regulär, falls der Halm {\displaystyle {\mathcal {O}}_{X,x}} regulär ist. Das Schema {\displaystyle X} heißt regulär, falls jeder Punkt in {\displaystyle X} regulär ist.
Relatives Schemata (auch Schemata über {\displaystyle S} oder {\displaystyle S}-Schemata). Fixiere ein Schema {\displaystyle S}, ein Schema {\displaystyle X} ausgestattet mit einem Morphismus {\displaystyle f:X\to S}, genannt Struktur-Abbildung, nennt man ein relatives Schema (oder Schema über {\displaystyle S} oder {\displaystyle S} -Schema). Alle Schemata über {\displaystyle S} bilden eine Kategorie {\displaystyle \mathbf {Sch/S} }.

## Schemamorphismen
Schemata bilden eine Kategorie. Ein Schemamorphismus (auch Morphismus von Schemata) ist ein Morphismus lokal geringter Räume zwischen Schemata.
Genauer: Seien {\displaystyle (Y,{\mathcal {O}}_{Y})} und {\displaystyle (X,{\mathcal {O}}_{X})} lokal geringte Räume. Ein Morphismus zwischen ihnen ist ein Paar {\displaystyle (f,f^{\#})} bestehend aus einer stetigen Abbildung {\displaystyle f\colon Y\to X} und einem Ringgarbenhomomorphismus {\displaystyle f^{\#}\colon {\mathcal {O}}_{X}\to f_{*}{\mathcal {O}}_{Y}}, der folgende Eigenschaft besitzt: für jeden Punkt {\displaystyle y\in Y} ist der von {\displaystyle f} induzierte Homomorphismus {\displaystyle {\mathcal {O}}_{X,f(y)}\to {\mathcal {O}}_{Y,y}} zwischen lokalen Ringen lokal, d. h. führt das maximale Ideal von {\displaystyle {\mathcal {O}}_{X,f(y)}} in das maximale Ideal von {\displaystyle {\mathcal {O}}_{Y,y}} über.
Anmerkung: Ist allgemein {\displaystyle G} eine Garbe auf {\displaystyle Y}, so wird mit {\displaystyle f_{*}(G)} das sogenannte direkte Bild unter {\displaystyle f} bezeichnet. Es ist gegeben durch die Datenkollektion {\displaystyle U\mapsto G(f^{-1}(U))} und definiert eine Garbe auf {\displaystyle X}.

## Separierte Schemata
Wie man zeigen kann, ist ein topologischer Raum genau dann separiert im topologischen Sinne (d. h. hausdorffsch), falls die Diagonale {\displaystyle \Delta (X)\subseteq X\times X} abgeschlossen in {\displaystyle X\times X} ist (bezüglich der Produkttopologie). Aus dieser Tatsache motiviert sich der Begriff der Separiertheit von Schemata.
Ein Schemamorphismus {\displaystyle f\colon Y\to X} heißt separiert, falls der zu {\displaystyle f} gehörige Diagonalen-Morphismus {\displaystyle \Delta _{Y/X}\colon Y\to Y\times _{X}Y} eine abgeschlossene Immersion ist. Ein Schema heißt separiert, falls der kanonische Schemamorphismus {\displaystyle X\to \mathrm {Spec} (\mathbb {Z} )} separiert ist.

## Begriffsvarianten
In der ursprünglichen Fassung nannte Alexander Grothendieck die oben definierten Objekte Präschemata und setzte für die Bezeichnung Schema noch Separiertheit voraus. In der zweiten Auflage des ersten Kapitels der Éléments de géométrie algébrique änderte er jedoch die Terminologie zu der heute allgemein verwendeten.
Eine Verallgemeinerung des Begriffs der Schemata wurde 2012 von Shinichi Mochizuki in seiner Arbeit über die abc-Vermutung vorgeschlagen.